# Campet-et-Lamolère
Campet-et-Lamolère ist eine französische Gemeinde mit 518 Einwohnern (Stand 1. Januar 2022) im Département Landes in der Region Nouvelle-Aquitaine (vor 2016: Aquitanien). Sie gehört zum Arrondissement Mont-de-Marsan und zum Kanton Mont-de-Marsan-1.
Der Name Campet leitet sich vom lateinischen Wort campus (deutsch Feld) ab.
Die Einwohner werden Campétois und Campétoises genannt.

## Geographie
Die Gemeinde Campet-et-Lamolère liegt am Südrand der Landes de Gascogne, des größten zusammenhängenden Waldstücks Westeuropas, ca. 10 Kilometer westlich von Mont-de-Marsan im Landstrich Pays de Marsan der historischen Provinz Gascogne am südöstlichen Rand des Départements.
Umgeben wird Campet-et-Lamolère von den Nachbargemeinden:
|                     |                                             | Uchacq-et-Parentis   |
| Saint-Martin-d’Oney | Kompassrose, die auf Nachbargemeinden zeigt | Mont-de-Marsan       |
|                     | Saint-Perdon                                | Saint-Pierre-du-Mont |

Campet-et-Lamolère liegt im Einzugsgebiet des Flusses Adour.
Die Midouze, ein rechter Nebenfluss des Adour, durchquert das Gebiet der Gemeinde ebenso wie ihre Zuflüsse,
- der Estrigon,
- der Geloux und
- der Ruisseau de Barasson.[3]

## Geschichte
Ursprünglich gehörte die Grundherrschaft von Campet der Familie Estang aus dem gleichnamigen Dorf im heutigen Département Gers. Im Jahre 1200 nahm der Grundherr von Campet am cour dels Sers teil, einem Gerichtshof der Vicomté von Marsan, dessen Sitz in Bascons lag. Die Grundherren sind mehrfach erwähnt worden im Zusammenhang mit einer Ehrerbietung gegenüber dem englischen König, der zu jener gleichzeitig Herzog der Gascogne war. Im 14. Jahrhundert wurde die alte Motte in eine Burg umgewandelt. Im Jahre 1430 wurde die Grundherrschaft an die Familie Lyon übergeben. Im Rahmen der Hugenottenkriege wurden im 16. Jahrhundert zahlreiche Gebäude des Dorfes, darunter auch die Burg, geplündert und in Brand gesteckt. Ein Jahrhundert später litt das Dorf erneut unter der Wirrnis der Fronde. 1731 wurde der Besitz der Familie Lyon zur Markgrafschaft erhoben.
Zwischen 1790 und 1794 wurde die Gemeinde Sainte-Croix eingegliedert. Die Gemeinde führte zeitweilig den Namen Campet et Sainte Croix. 1823 wurde auch die Gemeinde Lamolère eingegliedert, und die Gemeinde führt seitdem ihren heutigen Namen.

### Einwohnerentwicklung
Nach Beginn der Aufzeichnungen stieg die Einwohnerzahl auch durch die Fusion mit Lamolère bei der Zählung im Jahre 1821 auf einen Höchststand von rund 590. In der Folgezeit sank die Größe der Gemeinde bei kurzen Erholungsphasen bis zur Jahrtausendwende auf rund 265 Einwohner, bevor eine Wachstumsphase einsetzte, die bis heute andauert.
| Jahr      | 1962 | 1968 | 1975 | 1982 | 1990 | 1999 | 2006 | 2010 | 2022 |
| --------- | ---- | ---- | ---- | ---- | ---- | ---- | ---- | ---- | ---- |
| Einwohner | 325  | 317  | 274  | 291  | 280  | 266  | 324  | 346  | 518  |

## Sehenswürdigkeiten

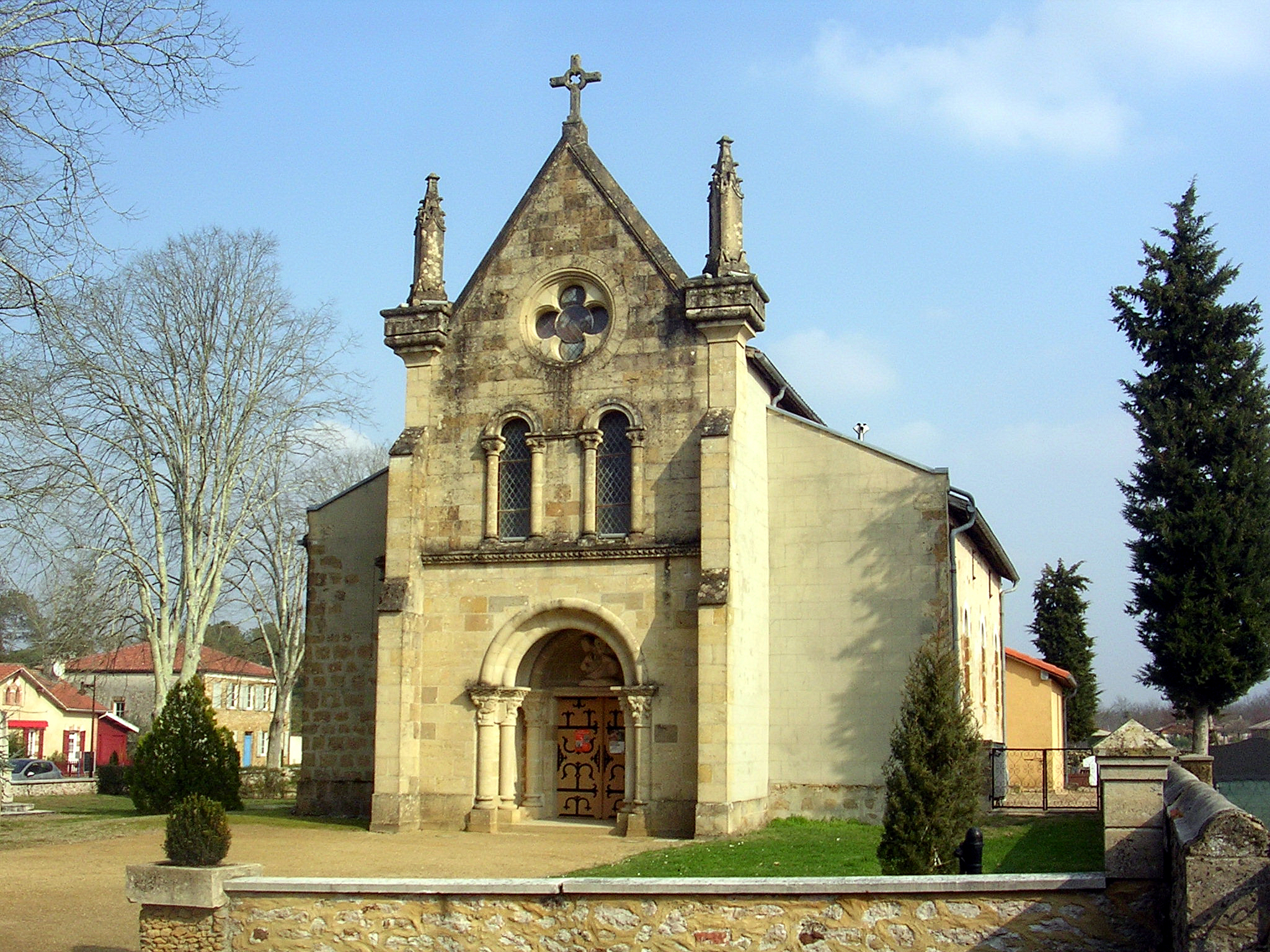
Pfarrkirche Sainte-Croix in Campet

- Pfarrkirche in Campet. gewidmet der Kreuzauffindung. Von der ursprünglichen Kirche haben und das Langhaus mit einer Breite von ca. 6,5 m, mit einer Länge von 13 m und einer Höhe von 9 m und die romanische Apsis der gleichen Breite wie das Langhaus die Jahrhunderte überdauert. Zwei kleine Strebepfeiler fingen den Druck des Gewölbes der Apsis auf und zwei weitere den Triumphbogen im Chor. Die Außenwände der Apsis sind außen frei von Verschönerungen, innen jedoch sehr verziert. Eine Bogenreihe mit bildhauerisch ausgestalteten Kapitellen auf einer Bank ruhend umsäumt das Halbrund unterhalb eines Rollenfrieses. Eine weitere Blende derselben Art ist am Eingang der Apsiskalotte zu sehen, und der Triumphbogen ruht auf Säulen mit ebenfalls modellierten Kapitellen. Alle diese Elemente erfuhren eine radikale Restaurierung im 19. Jahrhundert mit der Folge, dass wegen der Überformungen die ursprünglichen Formen der Verzierungen teilweise schlecht erkennbar sind. Im 16. oder 17. Jahrhundert wurde südlich eine Seitenkapelle angefügt, die sich dem Langhaus über eine Arkadenreihe öffnet. Eine Ädikula von etwas mehr als 3 m × 3 m Größe lehnt sich an diese Kapelle und der südlichen Wand des Langhauses. Ein Fenster gibt Licht auf das Taufbecken in der Ädikula. Die Datierung auf ein Jahr nach 1755 ist plausibel, weil bis zu diesem Datum das Taufbecken im Langhaus selbst stand. An der Nordseite der Apsis schließt sich die Sakristei an. Vor dem umfangreichen Umbau nach Plänen des Architekten Ozanne im 19. Jahrhundert wurde das Gebäude im Westen durch einen zweigeschossigen Wohntrakt verlängert, dessen Erdgeschoss einen nach Norden und nach Süden offenen [Portal]vorbau bildete. Die heutige Ostfassade spiegelt verschiedene Stilrichtungen wider. Die Vorhalle und die hohen Fenster über dem Eingang sind von der Romanik inspiriert, während das Fenster mit einem Vierpass auf dem Giebel und die Fialen auf den seitlichen Strebepfeilern eine gotische Note hinzufügen. Der Giebel ist hierbei höher als das Dach des Langhauses und entbindet dem Vierpass von der Funktion der Beleuchtung. Der Stil der Skulpturen der Vorhalle lässt darauf schließen, dass die Fassade nach dem Abriss des ehemaligen Pfarrhauses vermutlich am Ende des 19. Jahrhunderts nachträglich verändert wurde. Die Kapitelle illustrieren die Symbole der Eucharistie, Weintraube und Kelch, Weizen und Ziborium, außerdem ein Eichhörnchen und Löwen, die ein leeres Wappenschild halten, das früher vermutlich das Wappen der Familie Lyon trug. Das Tympanon des Eingangs zeigt eine Büste mit der Darstellung des guten Hirten. Die Ausstattungsgegenstände datieren meist aus dem 19. Jahrhundert außer einem Satz Kerzenleuchter aus vergoldetem Holz und einem Gemälde mit dem Motiv der Kreuzabnahme aus dem 18. Jahrhundert. Der Kronleuchter besitzt die Form einer Schwertlilie und stammt aus der Zeit der Restauration. Das einzige verzierte Glasfenster wurde in der Längsachse in der Apsis eingesetzt und zeigt das Motiv der Kreuzauffindung.[7]

- Kapelle Saint-Pierre in Lamolère. Die romanische Kapelle war früher von einem Friedhof umgeben. Dem Langbau ist ein Glockengiebel mit einer dreieckigen Spitze vorgebaut. Er besitzt zwei rundbogenförmigen Maueröffnungen für die Glocken und eine hohe Blendarkade umrahmt den Eingang. Das Langhaus wird von breiten Fenstern ausgeleuchtet, die halbrunde Apsis wird auf der Nordseite von einem Anbau flankiert. Das Gebäude ist mit unregelmäßigem Bruchstein gebaut und mit Kalk verputzt sowie mit Hohlziegeln gedeckt.[8]

- Schloss Campet: eine lange Allee führt zum Schloss, das im 17. Jahrhundert auf einer Terrasse über dem Tal des Geloux auf den Überresten der Burg errichtet wurde, die in den Hugenottenkriegen zerstört worden war. Sein zurückgezogener Wohntrakt wird von zwei Pavillons eingerahmt. Das Schloss befindet sich in Privatbesitz und ist der Öffentlichkeit nicht zugänglich. Fassaden und Dach des Schlosses und der kleinen Kapelle, die Terrasse und der Park mit seinen Wasserflächen sind seit dem 22. Dezember 1987 als Monument historique eingeschrieben.[9][10]

- Schloss Lamolère

## Wirtschaft und Infrastruktur
Am Fluss Estrigon wird Fischzucht betrieben. Die Landwirtschaft wird vom Anbau u. a. Mais und Spargel bestimmt.
Eine Kompostierungsanlage „Thalie“ ist in der Gemeinde in Betrieb.

### Sport und Freizeit
- Es gibt ein Pferdesportzentrum Centre Equestre de Bellefontaine in Campet-et-Lamolère.

- Die Gemeinde verfügt über den Rugby-Verein Real Soldevilla Campétois, dessen Herrenmannschaft im Jahre 2005 die französische Meisterschaft der Rugby Union der zweiten Serie und im Jahre 2010 der vierten Serie gewinnen konnte und mehrfach Finalist oder Meister der Meisterschaften Côte Basque/Landes war.[13]

### Verkehr
Campet-et-Lamolère ist erreichbar über die Routes départementales 38, 651, die ehemalige Route nationale 651, und 834, die ehemalige Route nationale 134.
Die Linie 40 des TER Aquitaine, einer Regionalbahn der staatlichen SNCF, bedient die Strecke von Morcenx nach Mont-de-Marsan. Sie durchquert das Gebiet der Gemeinde allerdings ohne Haltepunkt.